# Zombrus spilopterus
Zombrus spilopterus är en stekelart som beskrevs av Cameron 1910. Zombrus spilopterus ingår i släktet Zombrus och familjen bracksteklar. Inga underarter finns listade i Catalogue of Life.